# Katastrofa lotu China Northwest Airlines 2119
Katastrofa lotu China Northwest Airlines 2119 – katastrofa lotnicza, do której doszło 23 lipca 1993 roku w pobliżu lotniska Xihuayuan w Yinchuan. Maszyna typu BAe 146 linii China Northwest nie oderwała się od nawierzchni pasa i wpadła do pobliskiego jeziora. Ze 113 osób znajdujących się na pokładzie, 56 zginęło.

## Samolot
Samolotem obsługującym lot 2119 do Pekinu był brytyjski BAe 146-300 należący do linii China Northwest Airlines. Numery rejestracyjne samolotu to B-2716.

## Przebieg wypadku
Po osiągnięciu prędkości VR piloci unieśli nos, jednak samolot nie wzniósł się w powietrze, a ogon maszyny tarł o nawierzchnię pasa startowego. Kapitan zwiększył moc do maksymalnej, co nie dało pożądanego rezultatu. 
Maszyna nie oderwawszy się od ziemi uderzyła w nasyp na końcu pasa i wpadła do płytkiej wody. Zginęło 56 ze 113 osób znajdujących się na pokładzie.

## Śledztwo
Wypadek zbadała Narodowa Administracja Lotnictwa Cywilnego Chin (CAAC). Śledczy szybko doszli do wniosku, że przyczyną wypadku była awaria mechaniczna. Piloci prawidłowo przełączyli ustawienie klap na pozycję startową, jednak nie wysunęły się one, co spowodowało niedostateczną siłę nośną.